# Augochlorella neglectula
Augochlorella neglectula là một loài Hymenoptera trong họ Halictidae. Loài này được Cockerell mô tả khoa học năm 1897.